# Populus laurifolia
Populus laurifolia é uma espécie de árvore do gênero Populus, pertencente à família Salicaceae. É nativa do centro da Ásia.